# Водитель (фильм)
«Водитель» (англ. The Driver) — американский неонуарный криминальный триллер 1978 года режиссёра и сценариста Уолтера Хилла. Главные роли сыграли Райан О’Нил, Брюс Дерн и Изабель Аджани. Фильм, дублированный кинокомпанией «Нева-1», вышел в российский прокат под названием «Поединок» в 1995 году. «Водитель» наиболее всего примечателен впечатляющими автомобильными погонями и немногословным главным героем, образ которого создан под влиянием фильма «Самурай» Жана-Пьера Мельвиля.

## Сюжет
Помимо того, что он неразговорчив и настоящего имени его не знает никто, водителя отличает соразмерность цены и мастерства в криминальной части Лос-Анджелеса. Профессиональный угонщик автомобилей, он демонстрирует свои навыки во время ограблений, отрываясь потом от преследователей. В числе представителей правопорядка, по горячим следам его разыскивает один тщеславный и безымянный детектив, называющий нарушителя «Ковбоем».
Поскольку его сообщники замешкались при ограблении казино, сразу несколько свидетелей замечают водителя перед входом. Случайным свидетелем преступления становится также игрок казино, таинственная незнакомка. В полицейском участке, подкупленная преступниками, она отрицает, что видела подозреваемого ранее, хотя детектив просит подтвердить личность водителя. После того как за отсутствием доказательств подозреваемого отпускают, он встречается с игроком, чтобы заплатить в благодарность деньги. Однако их разговору, продолжившемуся в квартире игрока, мешает внезапно нагрянувший детектив, который угрожает девушке, намекая на её криминальное прошлое.
Раздосадованный тем, что водителя поймать не удаётся, детектив устраивает оперативный эксперимент. В конечном итоге, рискуя своей репутацией, он предлагает двум пойманным преступникам сделку, по условиям которой «очкарик» и «зубастик» должны провернуть ограбление банка, нанять водителя и доставить его в полицию. Взамен обоим обещана свобода. Преступники пытаются найти водителя через его посредника, скупщика краденого. Водитель из-за своей нелюбви к оружию первоначально отказывается работать с ними, однако соглашается встретиться. В подземном гараже мастерство водителя подвергается сомнению, тогда он систематически разрушает машину преступников, затем избивает «зубастика», задиравшего его. Вскоре уже детектив наведывается к водителю в съёмные апартаменты, и насмехаясь над ним, намеренно бросает вызов, поскольку убедить ранее несговорчивого коллегу преступники не смогли. Позднее водитель всё-таки соглашается, но при условии, что его доля удвоится, а «зубастик» не примет участия в ограблении.
Во время ограбления «очкарик» убивает своего сообщника и убегает с водителем, которого вместо того, чтобы доставить к детективу, намеревается убить и скрыться с деньгами. Однако вооружённый пистолетом водитель застаёт злоумышленника врасплох, убивает его и забирает деньги. На вокзале «Юнион-Стейшн» водитель прячет деньги в шкафчик, потом встречает посредника, занимающегося вопросами отмывания денег, и, наконец, вовлекает игрока для помощи в получении чистой прибыли. Между тем, «зубастик», обнаруживший труп «очкарика», допрашивает посредника, угрожая женщине пистолетом, и в конце концов убивает её, как только жертва раскрывает ему планы водителя.
Игрок отправляется на вокзал и встречает менялу, которому незаметно передаёт ключи от камеры хранения. Меняла прячет чистые деньги в пустом шкафчике, грязные же забирает из другого и садится в поезд. Никто из них даже не подозревает, что полицейские уже установили наблюдение за станцией. В то время как детектив преследует менялу и убивает его в перестрелке, «зубастик» крадёт у игрока сумочку, в которой находится ключ от шкафчика с чистыми деньгами. Он садится в остановившуюся у вокзала машину, которая тут же срывается с места. Наблюдавший за «зубастиком» водитель вместе с игроком, преследует его автомобиль в городе. В итоге погоня заканчивается на складе, куда свернули беглецы в надежде укрыться там. Сидевший за рулём молодой парень не справляется с управлением и машина, в которой находился «зубастик», переворачивается. Водитель предлагает выбравшемуся из искорёженного автомобиля «зубастику» сдаться, и убивает, когда в ответ тот пытается выстрелить. Затем отпускает домой пацана, вернувшего украденную сумочку.
Водитель с игроком возвращается обратно на вокзал и забирает из шкафчика оставленную менялой сумку. В фойе его уже ожидают детектив и полицейские, готовые к задержанию подозреваемого, который в свою очередь демонстрирует пустую сумку, так как меняла попросту обманул водителя. Увидев пустую сумку, игрок уходит. Водитель оставляет детективу сумку, и мужчины расходятся.

## В ролях
| Актёр          | Роль                      |
| -------------- | ------------------------- |
| Райан О’Нил    | Водитель                  |
| Брюс Дерн      | Детектив                  |
| Изабель Аджани | Игрок                     |
| Рони Блэкли    | Посредник                 |
| Мэтт Кларк     | детектив в штатском       |
| Феличе Орланди | детектив в штатском       |
| Джозеф Уолш    | «очкарик»                 |
| Руди Рамос     | «зубастик»                |
| Денни Мако     | меняла                    |
| Фрэнк Бруно    | пацан                     |
| Ричард Кэри    | сотрудник казино          |
| Ник Дмитрий    | грабитель в синей маске   |
| Боб Майнор     | грабитель в зелёной маске |

## Производство
В конце 1970-х годов британская компания EMI Films перешла под управление Майкла Дили и Барри Спайкингса. Они начали совместное финансирование фильмов, которые снимались в Голливуде в сотрудничестве с крупными американскими студиями для международного проката, таких как «Конвой», «Охотник на оленей» и «Водитель».

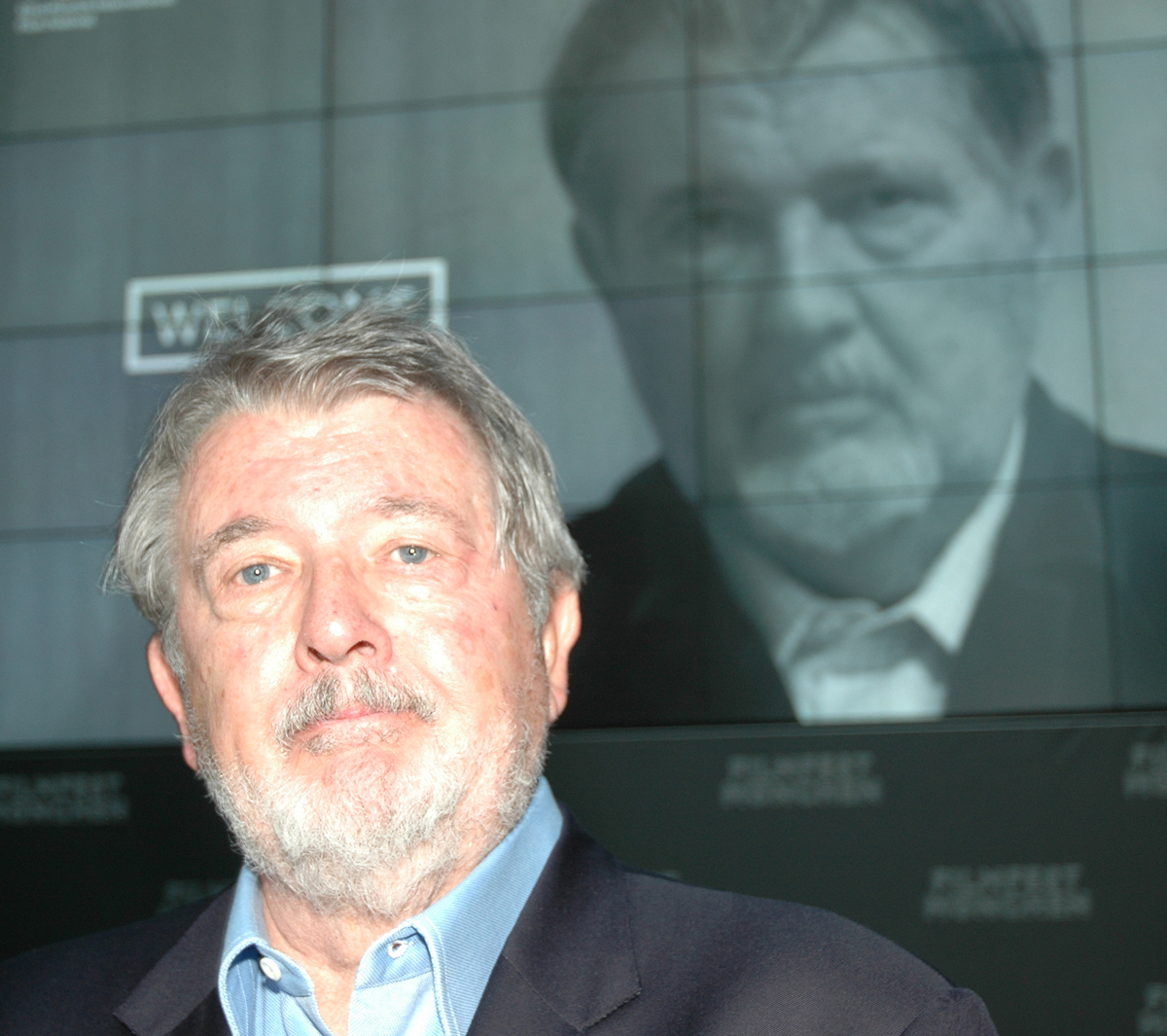
Уолтер Хилл на Мюнхенском кинофестивале в 2014 году

«Водитель» — вторая режиссёрская работа Уолтера Хилла после фильма «Тяжёлые времена» (1975), в котором снимался Чарльз Бронсон. Продюсер Ларри Гордон, по окончании работы над фильмом «Тяжёлые времена», предложил Хиллу идею фильма о водителе-беглеце. Хилл согласился, и летом 1975 года, когда наступила заминка в период между производством и выпуском фильма «Тяжёлые времена», поскольку студия ожидала выхода других проектов Бронсона, написал оригинальный сценарий.
Со слов Хилла, ему было интересно посмотреть, насколько «безупречный» фильм у него может получиться: именно жанровое кино, не соответствовавшее общепринятым голливудским условностям. «Я знал, когда ещё собирался сделать фильм, что использую свой шанс, — говорил Хилл. — Он не подразумевал собой повседневный остросюжетный фильм. Я пытался сделать что-то чуточку большее или чуточку меньшее, но я пытался сделать что-то другое». Сценарий был написан в редком минималистском стиле, который Хилл впервые применил, работая над фильмом «Тяжёлые времена»: «Мне казалось, что такой подход вызовет у людей огромный интерес к чтению. Он лишён деталей, но написан с драматическим эффектом. Таким образом, наверное, можно овладеть умами читателей немногим проще». Уолтер Хилл говорил, что посылал черновик сценария Раулю Уолшу, поскольку ему было важно тогда получить одобрение пожилого режиссёра, чьими работами он восхищался; сценарий Уолшу понравился, но тем не менее, именитые актёры «года полтора» не проявляли к нему интереса.
Роль водителя первоначально была предназначена для Стива Маккуина, который ранее снимался в фильме «Побег» (1972), по сценарию, написанному Хиллом. Маккуин отказался от участия в проекте, причём Хилл утверждал что, актёр отклонил также предложение сниматься в другом фильме, сюжет которого аналогичным образом разворачивался вокруг автомобилей. Затем в студию пригласили Бронсона, который выразил своё недовольство Хиллом. «Он решил, что я смонтировал „Тяжёлые времена“ таким образом, чтобы к нему не благоволила [супруга и партнёрша по съёмкам] Джилл Айрленд», — вспоминал Хилл. Он и не думал даже, что приглашение Бронсона на кастинг — «это хорошая идея». Хилл связался с агентом Райана О’Нила и договорился о встрече с кинозвездой. «Мы говорили о роли и говорили о минималистском подходе, который я хотел попробовать», — рассказывал позднее режиссёр. О’Нил был уверен, что справится со своей ролью, поэтому оба договорились сотрудничать друг с другом. Хотя в то время О’Нил главным образом блистал в романтических комедиях, кастинг позволил кинематографистам добиться финансирования проекта. Конечно, О’Нил был актёром и рассматривал авторитет кинодеятеля как «силу, с которой нужно считаться», однако называл Хилла «первоклассным сценаристом, а ещё лучшим режиссёром». «И он такой шустрый. Большинство молодых режиссёров сегодня возомнили себя Дэвидом Лином; они тратят больше года на фильм, а мы получаем говорящих роботов», — говорил О’Нил.
Несколько актрис рассматривались на ведущую женскую роль в фильме, включая Джули Кристи и Шарлотту Рэмплинг. Однако окончательно была утверждена кандидатура Изабель Аджани, которая приобрела международное признание после выхода фильма «История Адели Г.» (1975). Это была первая голливудская роль Изабель Аджани, которая ранее отклонила предложение сняться в фильме «Обратная сторона полуночи» (1977). Она согласилась на роль в фильме «Водитель», потому что была поклонницей Уолтера Хилла с момента выхода его первого фильма «Тяжёлые времена». Аджани, относительно Хилла и своего участия в съёмках, отмечала:

Я думаю, что он замечательный, и во многом следует традициям Говарда Хоукса, сдержанный и строгий. История хотя и современная, но очень стилизованная, и роли, которые играем Райан и я, подобны Богарту и Бэколл. Мы оба игроки в наших душах и мы не показываем свои эмоции, если не сказать больше. Для нас разговоры ничего не стоят. Я действительно довольно таинственная девушка в фильме, без имени и без прошлого. И я должна сказать, что это успокаивает, вообще не иметь прошлой жизни позади себя; таким образом, мне не нужно углубляться, чтобы играть роль. Всё, что я знаю, жизнь для меня — это азартная игра, а я неудачница. У меня есть то, что люди называют покерфейсом.
Оригинальный текст (англ.)I think he is wonderful, very much in the tradition of Howard Hawks, lean and spare. The story is contemporary but also very stylized, and the roles that Ryan and I play are like Bogart and Bacall. We are both gamblers in our souls and we do not show our emotions or say a lot. For us, talk is cheap. I am really quite a mysterious girl in this film, with no name and no background. And I must say that it is restful not to have a life behind me; this way, I don't have to dig deep to play the part. All I know is that life for me is gambling and I am a loser. I have what people call a poker face.

Студия рекомендовала Роберта Митчема на роль детектива. Хиллу понравилась идея, он встретился с Митчемом, чтобы обсудить детали, однако актёр отказался от роли; в результате был утверждён Брюс Дерн. Режиссёр понимал, что зрителей раздражают фильмы, в которых мало диалогов, поскольку они предпочитают «сбалансированность». «Мне нужна была индивидуальность Брюса <…> чтобы значительно дистанцироваться от водителя», — говорил Хилл.
Фильм состоял из нескольких эпизодов, демонстрирующих автомобильные погони. Хилл был недоволен первой сценой преследования, и считал, что это «своего рода провал», тогда как «предполагалось гораздо более захватывающее окончание», однако отснять эпизод должным образом не удалось. Эпизод снимали в последнюю ночь перед окончанием съёмок, электрик упал с крыши и получил тяжёлые травмы. Таким образом сцену пришлось монтировать, поскольку необходимый Хиллу рабочий материал отсутствовал. Тем не менее, его удовлетворила сцена заезда Mercedes-Benz в гараже, и последняя погоня также полностью соответствовала замыслу режиссёра. Он с самого начала хотел снимать сцены преследования ночью, чего раньше, по большому счёту, не было в фильмах, как полагал Хилл. Таким образом, чтобы ускорить процесс кинопроизводства, драматические сцены снимали в течение дня, а сцены преследования ночью. Хилл признавался, что ночные съёмки истощали его: «Такое впечатление, что ты плаваешь под водой или под гипнозом. А я человек, который поздно ложится и рано просыпается. Но то, что я не спал ночами, действительно выбило меня из колеи. Ты принимаешь решения, которые не можешь объяснить. Ты просто следуешь интуиции».
На визуальное оформление фильма, главным образом, оказали влияние работы художника Эдварда Хоппера. Кроме того, Хилл был вдохновлён своим предыдущим опытом работы в качестве второго помощника режиссёра в «Буллите» (1968), где присутствовала знаменитая сцена автомобильной погони. Впечатляющие кадры, сделанные изнутри автомобиля в «Буллите», подтолкнули его к аналогичному приёму во время съёмок «Водителя». Работа над фильмом была завершена в апреле 1978 года.

## Прокат
Фильм не окупился в американском прокате, хотя пользовался успехом в Европе. Хилл говорил: «Не думаю, если можно так выразиться, что фильм был коммерчески успешным везде, за исключением Японии, где я считаю, всё в пределах нормы». Во Франции «Водителя» посмотрели в общей сложности 1 102 183 зрителей, причём он был 33-м фильмом года по популярности.
Продюсер Ларри Гордон позже скажет относительно неприятия критиков и невысоких кассовых сборов в США: «Если бы у нас был Клинт Иствуд в фильме, вот тогда бы простили всё и говорили: „Это ещё один фильм с Иствудом про вождение автомобиля“. Если бы у нас был Стив Маккуин, вот тогда бы сравнили с „Буллитом“ или „Побегом“. Нас рассматривали скорее как артхаус, нежели экшен. Мы применили уникальный подход к стандартному материалу. Если бы мы могли повторить подобное снова, но с другим актёрским составом, возможно, собрали бы хорошую аудиторию».
После релиза у Изабель Аджани появилось ощущение, что фильм повредил её карьере. В интервью 1983 года актриса заявила: «Впоследствии я не получила ни одного хорошего предложения в Америке. Я сделала это [снялась в „Водителе“], потому что после „Истории Адели Г.“ все уговаривали меня сняться в голливудском фильме. Я отклонила несколько предложений и почувствовала, что дальше отказывать нельзя. И мне понравился Уолтер Хилл. Только позже я поняла, что совершила ужасную ошибку».

## Реакция
Обзоры рецензентов были чрезвычайно скудными, да и сам Хилл констатировал, что «фильм, мягко говоря, не пользовался успехом». Режиссёр говорил: «Я помню, как в студии мне вручили большую пачку отксерокопированных рецензий — она была такой толщины, что могла бы остановить пулю сорок пятого калибра. Из всех рецензий в той пачке толщиной шесть дюймов нашлась лишь одна положительная». Кевин Томас из Los Angeles Times называл картину «преисполненным жестокости киномусором, уничтожающим репутацию Райана О’Нила, Брюса Дерна и Изабель Аджани». Винсент Кэнби из The New York Times раскритиковал актёров за неубедительную игру. В целом фильм, по его мнению, совершенно заурядный и не захватывающий, хотя смешной.
Роджер Эберт отметил, что намеренное превращение персонажей в символы «парализует» действие и зрителей, и только великолепные сцены погони спасают фильм от полного провала. Предположив, что он, «вероятно, предназначен только для любителей нуара», кинокритик Дункан Шепард из San Diego Reader, тем не менее, высоко оценил фильм. «Всё это шоу, по сути, является чем-то вроде зашифрованного послания, переданного кинематографистом приверженцам жанра, в полной мере, но за пределами чёткого понимания остальной аудитории», — заключил Шепард.

## Наследие
Пробуждение интереса к «Водителю» Хилла, сам режиссёр объясняет следующим образом: «Сейчас, когда они показывают ретроспективы моих работ, обычно в первую очередь принято показывать его. Иногда нужно всего лишь подождать».
Оба фильма Квентина Тарантино, как «Криминальное чтиво» (1994), так и «Убить Билла. Фильм 2» (2004), содержат в себе несколько отсылок к «Водителю». Тарантино называет «Водителя» одним из «самых крутых фильмов всех времён». Фильм отчасти повлиял на режиссёра Николаса Виндинга Рефна, снимавшего «Драйв» (2011). «Это совсем другой фильм, — настаивал позднее Хилл. — В нём присутствуют определённые черты, как сказал мне Ник, которые являются данью уважения, и это прекрасно. Это очень лестно. Я не испытываю к нему никакой неприязни или чего-то подобного. Я думаю, что он удивительно талантливый парень и мне очень нравится». Эдгар Райт, впечатлённый «Водителем», выступил режиссёром фильма «Малыш на драйве» (2017). О Хилле Райт отзывался следующим образом: «Его влияние на видеоигры совершенно очевидно, да и в кино его стиль прослеживается в работах Майкла Манна, Джеймса Кэмерона, Квентина Тарантино, Николаса Рефна, а теперь и моих с моим новым фильмом (гм) „Малыш на драйве“».

## Публикации
- Solomon, Aubrey. Twentieth Century-Fox: A Corporate and Financial History. — Scarecrow Press, 1988. — Vol. 20. — 300 p. — (The Scarecrow Filmmakers Series). — ISBN 978-1461674078.
- Hillier, Jim. 100 Film Noirs. — Palgrave Macmillan, 2009. — 272 p. — ISBN 978-1844575534.